# Muhammad Hawadle Madar
Muhammad Hawadle Madar, in somalo Maxamed Hawaadlee Madar (Hargeisa, 1939 – Londra, gennaio 2005), è stato un politico somalo.
Ha ricoperto la carica di Primo ministro della Somalia dal settembre 1990 al gennaio 1991, durante il regime di Mohammed Siad Barre.